# Kirk Archibeque
Kirk Archibeque (Durango, 27 september 1984) is een Amerikaans voormalig basketballer.

## Carrière
Archibeque speelde collegebasketbal voor de Northern Colorado Bears van 2004 tot 2008 en dan voor de Fort Lewis Skyhawks in de NCAA Division II. Hij werd niet gekozen in de NBA draft van 2009 en tekende een contract bij het Sloveense Astrum Levice waar hij een seizoen speelde. Het seizoen 2010/11 speelde hij in de Poolse eerste klasse bij Starogardzki KS waarmee hij de Poolse beker won.
In 2011 maakte hij de overstap naar reeksgenoot ŁKS Łódź maar verliet Łódź alweer na elf wedstrijden. Hij tekende daarop voor reeksgenoot Zastal Zielona Góra waar hij de rest van het seizoen speelde. Voor het seizoen 2012/13 tekende hij bij het Georgische SK SJSS Akademia waarmee hij landskampioen werd. In 2013 tekende hij opnieuw een contract in de Poolse competitie ditmaal bij Rosa Radom.
In 2014 tekende hij bij het Belgische Antwerp Giants waar hij een seizoen speelde. Het seizoen erop bleef hij in de Belgische competitie maar tekende bij reeksgenoot Belfius Mons-Hainaut maar verliet de club in januari voortijdig voor Turów Zgorzelec. Hij speelde in het seizoen 2016/17 nog een laatste seizoen in de Poolse hoogste klasse bij Turów Zgorzelec.

## Erelijst
- Pools bekerwinnaar: 2011
- Georgisch landskampioen: 2013
- Pools rebounding leider: 2016